# スラートターニー駅

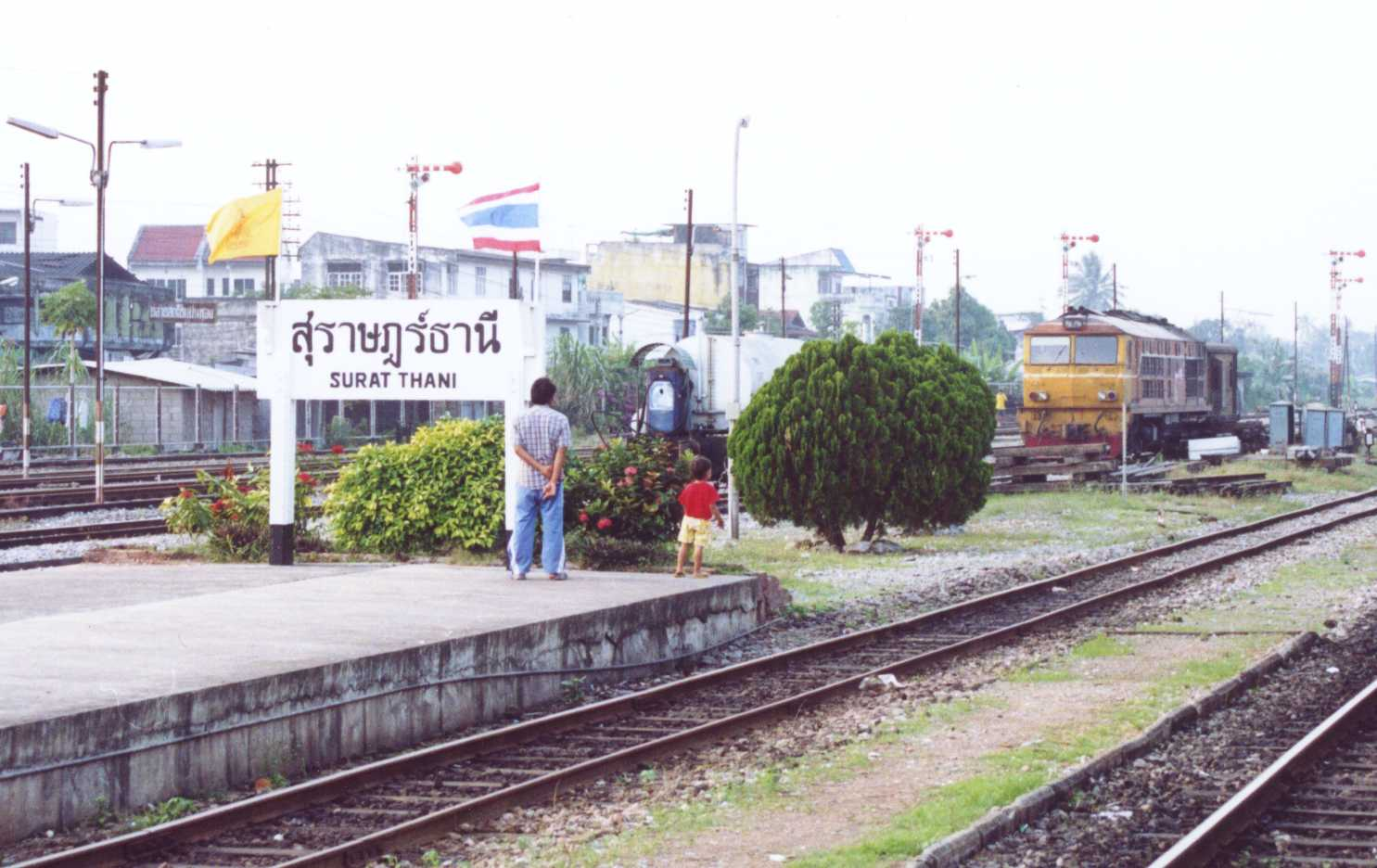
駅構内

スラートターニー駅（スラートターニーえき、タイ語:สถานีรถไฟสุราษฎร์ธานี）は、タイ王国南部スラートターニー県プンピン郡にある、タイ国有鉄道南本線の駅である。

## 概要
スラートターニー駅は、タイ王国南部スラートターニー県の、人口約9万人が暮らすプンピン郡にある、タイ国有鉄道南本線の駅である。
旧トンブリー駅より635.02km地点にあり、ターピー川の南側に位置している。1日に28本の列車が発着する一等駅であり、特急列車を含む全列車が停車する。
当駅はスラートターニー県の県都であるムアンスラートターニー郡中心部からは約12kmほど離れており、同郡市街地との間の移動はソウテウ利用が一般的である。（空港のあるスラートターニー周辺にはタクシーも少数ながら営業しているが、タイの地方都市においてタクシーは専ら空港へのアクセスに利用されるものであり、通常は駅にタクシーは待機していない。但し、正規の営業許可を取得していない所謂「白タク」はほぼ常時待機している）
当駅は上述のムアンスラートターニー郡に所在するバーンドン波止場を拠点としてタイ湾中部の島々を結ぶ航路への乗り継ぎ地となっているほか、アンダマン海沿いの主要観光地であるプーケットへの陸路の乗り換え地としても重要な役割を担っており、所用で鉄道を利用する沿線住民やタイ人旅行者のほか外国人観光客の利用も多い。タイ国鉄ではバンコク，クルンテープ駅から当駅経由でサムイ島への航路、あるいはプーケットへのバスの乗船券・乗車券を鉄道乗車券とセットにしたジョイント・チケットも発売している。
当駅には乗務拠点があり、当駅以南を結ぶ長距離列車の多くでは、当駅において乗務員の交代が行われる。

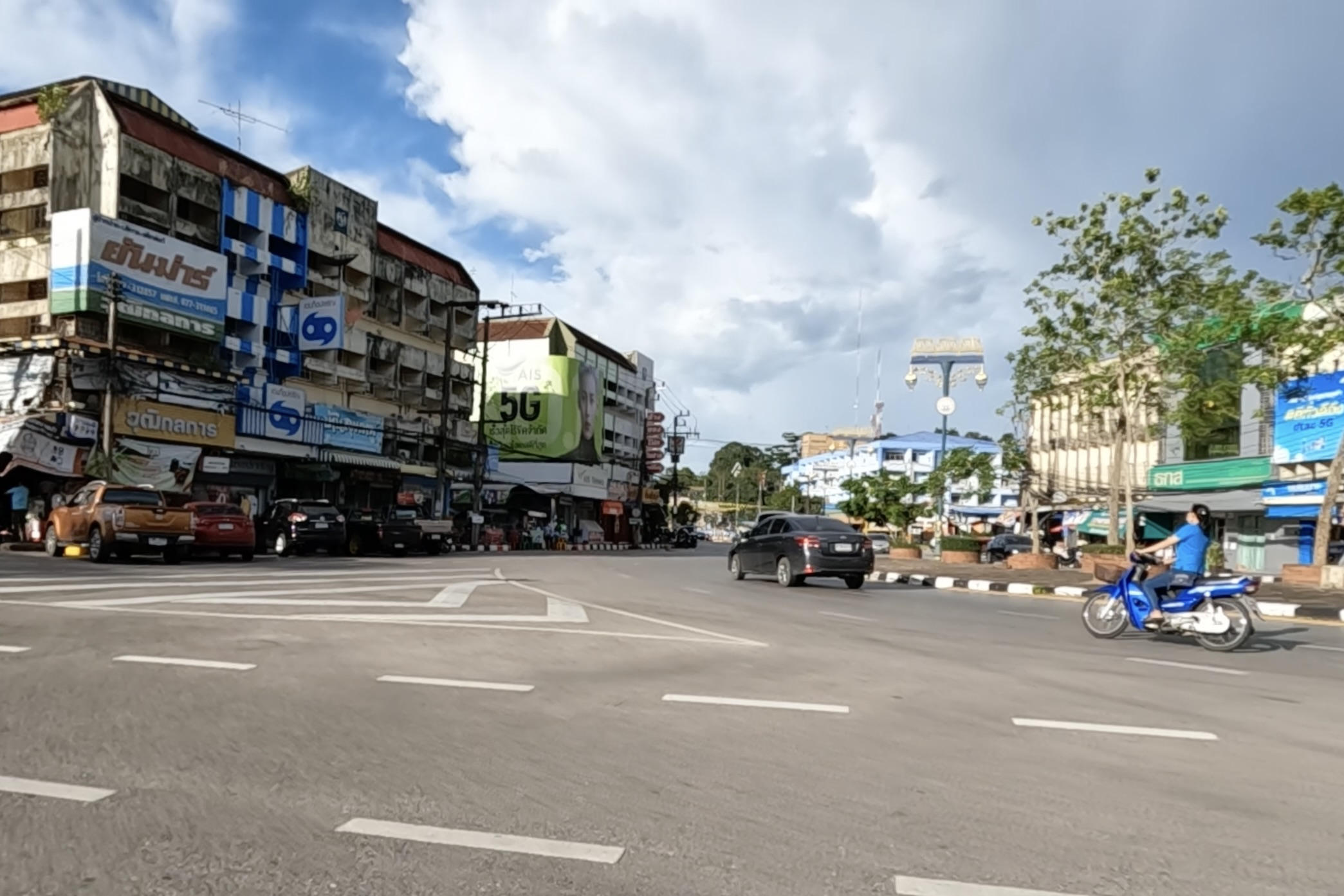
駅前の様子

## 歴史
1916年7月17日 に開業。当初の駅名はプンピン駅で、後にスラートターニー駅に改称された。
第二次世界大戦中は日本軍の軍事輸送拠点として利用された。このことから、当駅はターピー川に架かるチュラチョムクラーオ鉄橋とともに爆撃目標とされ、1945年5月にアメリカ軍機による爆撃を受けて破壊された。タイ鉄道局は、当駅の対岸のターピー川左岸（バンコク側）にスラートターニー2駅と称する仮駅を設置し、分断区間を渡し船で連絡して運行を続けた。
1953年2月16日に、再建されたチュラチョムクラーオ鉄橋の開通式が行われ、同日付でスラートターニー2駅は廃止された。1954年には、スラートターニー駅の新駅舎が完成した。
- 1903年6月19日 【開業】旧トンブリー駅 - ペッチャブリー駅 (150.49km)
- 1911年6月9日 【開業】ペッチャブリー駅 - チャアム駅 (36.57km)
- 1911年11月25日 【開業】チャアム駅 - フワヒン駅 (25.93km)
- 1914年1月1日 【開業】フワヒン駅 - ワンポン駅 (19.86km)
- 1914年6月1日  【開業】ワンポン駅 - プラチュワップキーリーカン駅 (69.48km)
- 1915年12月1日 【開業】プラチュアップキーリーカーン駅 - バーンクルット駅 (58.2km)
- 1915年3月15日 【開業】バーンクルット駅 - バーンサパーンヤイ駅 (15.99km)
- 1916年7月17日 【開業】チュムポーン駅 - バーンナ駅 (193.81km)
- 1945年5月 駅舎戦災被害
- 1954年 新駅舎が完成

## 駅構造
単式及び島式1面の複合型ホーム2面2線をもつ地上駅であり、駅舎はホームに面している。

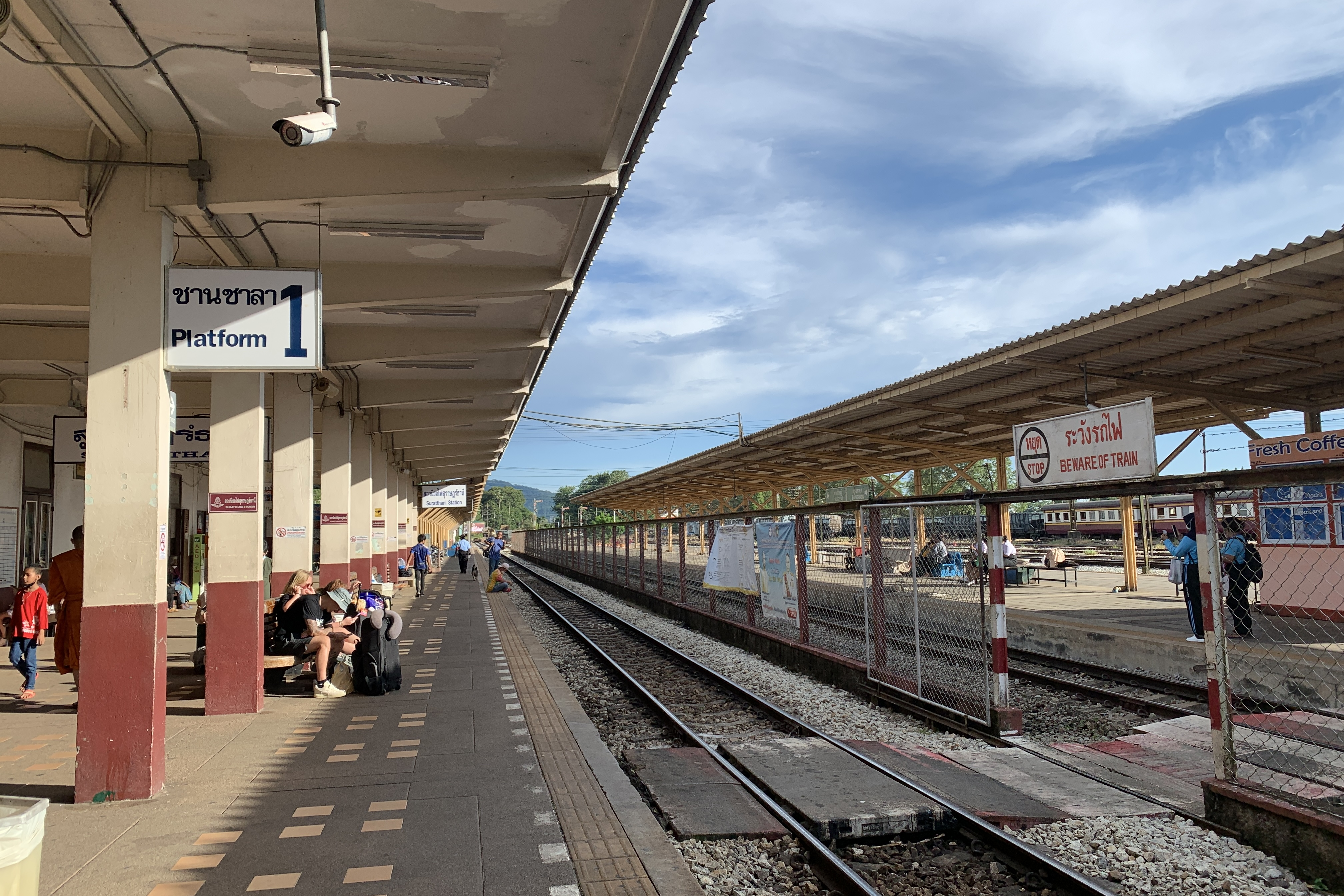
プラットホーム

## 駅周辺
- スラートターニー空港 (12km)